# نیروگاه هسته‌ای لینگن
نیروگاه هسته‌ای لینگن (به آلمانی: Kernkraftwerk Lingen) یک نیروگاه هسته‌ای در آلمان است که در لینگن واقع شده‌است.